# Kurve kriegen
Kurve kriegen – Dem Leben eine neue Richtung geben ist eine kriminalpräventive Initiative des Landes Nordrhein-Westfalen zur Verhinderung von Jugendkriminalität. Sie basiert auf den Handlungsempfehlungen der Enquetekommission zur Erarbeitung von Vorschlägen für eine effektive Präventionspolitik in Nordrhein-Westfalen, die im Antrag der Fraktionen von CDU, SPD, FDP und Bündnis 90/Die Grünen am 10. Juni 2008 eingesetzt wurde.
„Kurve kriegen“ fokussiert sich auf die Früherkennung soziobiografisch stark belasteter Mehrfachtatverdächtiger im Alter von acht bis fünfzehn Jahren, bei denen die Gefahr der Entwicklung zu sogenannten „Intensivtätern“ besteht. Die Kosten für einen solchen Intensivtäter belaufen sich zwischen seinem 14. und 25. Lebensjahr auf bis zu 1,7 Millionen Euro. Er hinterlässt dabei mehr als 100 Opfer, die teilweise – je nach Art und Schwere des Delikts – traumatisiert werden.
Polizei und Jugendhilfe untersuchen gemeinsam mittels einer abgestimmten und umfassenden Risikoanalyse die besonders kriminalitätsgefährdeten Kinder und jungen Jugendlichen. Dieses Verfahren bezieht neben den begangenen rechtswidrigen Taten/Straftaten (statistische Betrachtung), insbesondere auch die vorliegenden Risiko- und Schutzfaktoren (intuitive Betrachtung) ein. Denn neben den polizeilich registrierten Straftaten ist bei Intensivtätern im Hintergrund fast immer ein Konglomerat familiärer, sozialer und persönlichkeitsbezogener Probleme (Risikofaktoren) festzustellen. Beispielhaft sind das unvollständige Elternhaus, soziale Exklusion, eine strukturlose Lebensführung, der Konsum von Drogen, Armut, physische oder emotionale Vernachlässigung, straffällige Familienangehörige, Gewalterfahrungen im familiären Umfeld, geringe Erziehungskompetenz der Eltern, familiäre Konflikte, ein problematisches, kriminalitätsbelastetes Wohnumfeld oder Schulabstinenz.
Sehr jung, sehr prekäre Lebensumstände = sehr hohe Kriminalitätsgefährdung
Dieser „Dreisatz“ ist natürlich keiner, der zwangsläufig und eindeutig aufgeht. Um Aussagen über Entwicklungen treffen zu können, sind umfangreiche Einzelfallbetrachtungen notwendig, die ebendiese Lebensumstände genau erfassen und beleuchten. Wissenschaftlich unumstritten ist es, dass solche Risikofaktoren – nach Art, Ausprägung, Anzahl und dem Verhältnis zu kriminalitätshemmenden Umständen (Schutzfaktoren) – zu Wirkungsketten auswachsen und maßgebliche Ursachen für die Entstehung und insbesondere Manifestierung von Kriminalität sind. Ziel ist es also auch, solche Dysbalancen zu erkennen. So gefährdeten jungen Menschen respektive ihren Familien wird das Angebot zur freiwilligen Teilnahme an der Initiative gemacht. Pädagogische Fachkräfte (PFK) von freien Trägern der Kinder- und Jugendhilfe arbeiten – in enger Abstimmung mit der Polizei und den Jugendämtern vor Ort – in der Folge intensiv und individuell zielorientiert mit ihnen, ihren Familien und bei Bedarf auch mit der Gleichaltrigengruppe („peer group“).
Eine Teilnahmedauer ist nicht festgelegt. Die Teilnehmenden und ihre individuellen Entwicklungen werden standardisiert wiederkehrend betrachtet und danach entschieden, für wen das Programm noch sinnvoll und zielführend ist. Die durchschnittliche Teilnahmedauer beträgt zwei Jahre.
Die PFK haben ihren Arbeitsplatz in der entsprechenden Kreispolizeibehörde. Ziel ist es, durch das Erkennen und Abstellen tiefergehender Problemlagen (Ursachen für Kriminalität), das sichtbare Symptom, die Delinquenz, nachhaltig zu verhindern, weitere Opfer zu vermeiden und den Betroffenen wieder die Chance auf gesellschaftliche Teilhabe zu geben. Die griffige Formel der Initiative lautet: „Frühe Hilfe statt später Härte!“.
„Kurve kriegen“ startete 2011 in acht Kreispolizeibehörden (Aachen, Bielefeld, Dortmund, Duisburg, Hagen, Köln, Rhein-Erft-Kreis, Wesel) als Pilot. Nach umfangreicher, wissenschaftlicher Evaluation und Begleitung (2011 bis 2016) durch die Christian-Albrechts-Universität zu Kiel und einer Analyse durch die Prognos AG wurde die Initiative im Jahr 2016 auf elf weitere Behörden ausgedehnt (Bochum, Bonn, Düsseldorf, Ennepe-Ruhr-Kreis, Essen, Gelsenkirchen, Mettmann, Mönchengladbach, Münster, Oberhausen, Paderborn). Ab 2019 setzen insgesamt 23 Kreispolizeibehörden in Nordrhein-Westfalen "Kurve kriegen" um. Neu sind Hamm und der Märkische Kreis. Zu den 23 Kreispolizeibehörden gehören über 110 Kommunen.

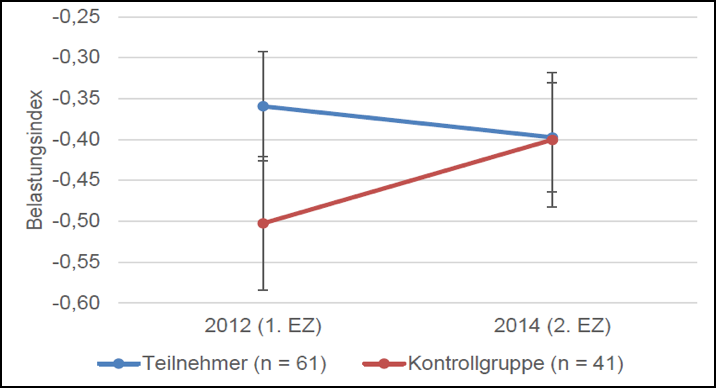
Entwicklung des Gesamt-Belastungsindex in Teilnehmer- und Kontrollgruppe

Wissenschaftlich belegt wurden die signifikante Verringerung von Risikofaktoren und die Zunahme von Schutzfaktoren durch die Teilnahme an der Initiative. Die Kosten-Nutzen-Analyse der Prognos AG legt zudem eine Einsparung sozialer Folgekosten in Millionenhöhe nahe (für jeden eingesetzten Euro erhält die Gesellschaft zwischen drei [3,25] und zehn [10,55] Euro zurück). Jedoch wurde in einer Wirkungsevaluation gezeigt, dass die Teilnahme an der Initiative, verglichen mit einer Kontrollgruppe, keinen Effekt auf die Delikthäufigkeit und die Deliktschwere von Teilnehmenden nach Beendigung des Programms hat.
2017 wurde "Kurve kriegen" in die Grüne-Liste-Prävention des Landespräventionsrates Niedersachsen aufgenommen.
Ein weiterer, flächendeckender Ausbau der Initiative ist in Nordrhein-Westfalen das mittel- und langfristige Ziel.
Die zentrale Steuerung und das Controlling erfolgen durch das Referat 424 im Ministerium des Innern NRW.
Beides basiert auf einem exakt beschriebenen Standardprozess und bezieht die Expertisen unterschiedlicher Professionen, wie zum Beispiel der Kinder- und Jugendhilfe, Streetwork, Schule, Wissenschaft und (Kriminal) Prävention, ein und sichert damit zudem die nachhaltige Qualität und Umsetzungstreue von „Kurve kriegen“.
Der beschriebene Standardprozess macht es möglich, „Kurve kriegen“ auch in anderen Kommunen und (Bundes)Ländern ein- und umzusetzen.